# マウイ・イカイカ
マウイ・イカイカ（ハワイ語：Na Koa Ikaika Maui（ナー・コア・イカイカ・マウイ）、「マウイの強い戦士」）は、プロ野球独立リーグのパシフィック・アソシエーションに加盟していた野球チーム。本拠地は、アメリカ合衆国ハワイ州マウイ島ワイルク。

## 歴史
2010年より、ゴールデンベースボールリーグへロングビーチ・アーマダに代わり参入。初代監督は元メジャーリーグ選手のコリー・スナイダー。
2011年、ノーザンリーグ、ユナイテッドリーグ・ベースボール、ゴールデンベースボールリーグが合併し、ノース・アメリカン・リーグが誕生。同年から、そちらに参入する。
2012年でノース・アメリカン・リーグが解体。翌年からパシフィック・アソシエーションに加盟することが決定した。
2013年は日本のプロ野球独立リーグ・BCリーグと「ルートインカップ日米独立リーグ対抗戦」で対戦するために来日した。
2014年3月、遠征旅費がかさみ活動資金に行き詰まっため、同リーグに所属するハワイ・スターズとともに活動を休止した。

## 球団名
「イカイカ」は、ハワイ語で「強い」の意味で、2005年にフロリダ州で生まれたシャチの名前にもなっている。英名は「The Strong Warriors of Maui」。

## 所属選手
- 辻本賢人（2010）
- 吉田えり（2011、2012[3]）
- 土肥義弘（2012）
- 山上直輝（2013）